# Кула на Хасан
Кулата на Хасан, или Минаре на Хасан, (на арабски: صومعة حسان) е кула, строена за минаре на незавършена джамия в Рабат, столицата на Мароко.
Строежът на кулата започва през 1195 година по заповед от алмохадския емир Якуб ал-Мансур близо до Касбата на удая, която днес е обект на световното наследство на ЮНЕСКО. По онова време се предполага, че при височина 86 метра тя ще стане най-високата сграда в ислямския свят. През 1199 година, когато минарето е достроено до 44 метра, емирът умира и строителството на джамията е прекратено.
По своя архитектурен облик минарето на Хасан е близко до кулата Хиралда в Севиля, която се строи по същото време. За прототип на тези здания се счита 70-метровото минаре на джамията „Кутубия“ в Маракеш.
От исполинската джамия, която се планирало да бъде издигната край минарето, са запазени само около 200 колони от пясъчник. От другата страна на площада, зает от тези колони, през 1960-те години е построен съвременният мавзолей на Мухамад V (1909-1961) и неговите синове.